# Levadiakos FC
O Levadiakos FC ou apenas Levadiakos (em grego: Ποδοσφαιρική Ανώνυμη Εταιρεία Αθλητικός Ποδοσφαιρικός Όμιλος Λεβαδειακός, Podosfairiki Anonymi Etaireia Athlitikos Podosferikos Omilos Levadiakos, "Sociedade Anônima de Futebol, Clube Atlético de Futebol Levadiakos") é um clube de futebol da Grécia, com sede na cidade de Livadeia. O clube joga suas partidas no Levadias Stadium, com capacidade para 6.800 pessoas. Suas cores são o verde e o azul. O clube se encontra, atualmente, na primeira divisão do Campeonato Grego.

## História
O clube foi fundado em 1961, mas só disputou a primeira divisão pela primeira vez na temporada de 1987-88, onde ficou em 13º colocado. A equipe permaneceu seguidamente até a de 1990-91, onde ficou em penúltimo colocado (17º lugar).
Anteriormente disputou uma Copa da Grécia na temporada de 1984-85 onde foi eliminado logo na primeira fase (Semifinais).
Na temporada de 1993-94 voltou à elite com a melhor colocação de sua história, ficou em 11º colocado com 42 pontos (11 vitórias/ 9 empates/ 4 derrotas). Na seguinte (1994-95) ficou novamente em penúltimo (17º lugar) sendo rebaixado.
Voltou à primeira divisão somente em 2005-06, sendo rebaixado ao ficar em antepenúltimo (14º luagar). Com a segunda colocação na segunda divisão de 2006-07 o clube retorna a Superliga em 2007-08.